# Tournoi de clôture du championnat du Salvador de football 2006
Navigation
Saison précédente Saison suivante
Le Tournoi Clausura 2006 est le seizième tournoi saisonnier disputé au Salvador.
C'est cependant la 63e fois que le titre de champion du Salvador est remis en jeu.
Lors de ce tournoi, le CD Vista Hermosa a tenté de conserver son titre de champion du Salvador face aux neuf meilleurs clubs salvadoriens.
Chacun des dix clubs participant était confronté deux fois aux neuf autres équipes. Puis les quatre meilleurs se sont affrontés lors d'une phase finale à la fin du tournoi.
Seulement une place était qualificative pour la Copa Interclubes UNCAF.

## Les 10 clubs participants
| \| CD Águila Alianza FC San Salvador FC CD Atlético Balboa CD Chalatenango Club Deportivo FAS AD Isidro-Metapan CD Luis Ángel Firpo Once Municipal Alianza FC San Salvador FC CD Vista Hermosa \| Localisation des clubs. |
| CD Águila Alianza FC San Salvador FC CD Atlético Balboa CD Chalatenango Club Deportivo FAS AD Isidro-Metapan CD Luis Ángel Firpo Once Municipal Alianza FC San Salvador FC CD Vista Hermosa                               |

| Club                | Stade                        | Capacité | Ville                |
| CD Águila           | Stade Juan Francisco Barraza | 10 000   | San Miguel           |
| Alianza FC          | Stade Cuscatlán              | 45 925   | San Salvador         |
| CD Atlético Balboa  | Stade Marcelino Imbers       | 4 000    | La Unión             |
| CD Chalatenango     | Stade José Gregorio Martínez | 15 000   | Chalatenango         |
| Club Deportivo FAS  | Stade Oscar Quiteño          | 15 000   | Santa Ana            |
| AD Isidro-Metapan   | Stade Jorge Calero Suárez    | 8 000    | Metapán              |
| CD Luis Ángel Firpo | Stade Sergio Torres          | 5 000    | Usulután             |
| Once Municipal      | Stade Simeón Magaña          | 5 000    | Ahuachapán           |
| San Salvador FC     | Stade Cuscatlán              | 45 925   | San Salvador         |
| CD Vista Hermosa    | Stade Correcaminos           | 12 000   | San Francisco Gotera |

## Compétition
Le tournoi Clausura se déroule de la même façon que le tournoi saisonnier précédent, en deux phases :
- La phase de qualification : les dix-huit journées de championnat.
- La phase finale : les matchs aller-retour allant des demi-finales à la finale.

### Phase de qualification
Lors de la phase de qualification les dix équipes affrontent à deux reprises les neuf autres équipes selon un calendrier tiré aléatoirement.
Les quatre meilleures équipes sont qualifiées pour les demi-finales.
Le classement est établi sur le barème de points classique (victoire à 3 points, match nul à 1, défaite à 0).
Le départage final se fait selon les critères suivants :
- Le nombre de points.
- La différence de buts générale.
- Le nombre de buts marqué.

#### Classement
| Rang | Équipe                   | Pts | J  | G | N | P | Bp | Bc | Diff |
| ---- | ------------------------ | --- | -- | - | - | - | -- | -- | ---- |
| 1    | CD Águila                | 32  | 18 | 9 | 5 | 4 | 24 | 19 | +5   |
| 2    | Club Deportivo FAS       | 26  | 18 | 6 | 8 | 4 | 26 | 17 | +9   |
| 3    | CD Vista Hermosa (T) (P) | 26  | 18 | 8 | 2 | 8 | 27 | 22 | +5   |
| 4    | AD Isidro-Metapan        | 26  | 18 | 7 | 5 | 6 | 21 | 22 | -1   |
| 5    | Alianza FC               | 25  | 18 | 7 | 4 | 7 | 29 | 26 | +3   |
| 6    | CD Atlético Balboa       | 23  | 18 | 6 | 5 | 7 | 26 | 25 | +1   |
| 7    | San Salvador FC          | 23  | 18 | 6 | 5 | 7 | 28 | 32 | -4   |
| 8    | CD Chalatenango          | 22  | 18 | 5 | 7 | 6 | 19 | 26 | -7   |
| 9    | Once Municipal           | 21  | 18 | 5 | 6 | 7 | 24 | 30 | -6   |
| 10   | CD Luis Ángel Firpo      | 20  | 18 | 5 | 5 | 8 | 18 | 23 | -5   |

| Légende : Qualifications et relégations | Légende : Qualifications et relégations                  |
| --------------------------------------- | -------------------------------------------------------- |
|                                         | Qualifié pour les demi-finales                           |
|                                         | (T) : Tenant du titre (P) : Promu de la saison 2004-2005 |

#### Matchs
| Résultats (▼dom., ►ext.)                                   | Agu | Ali | Bal | Cha | FAS | Lui | Isi | Onc | San | Vis |
| CD Águila                                                  |     | 0-2 | 2-1 | 2-0 | 2-0 | 0-0 | 1-0 | 3-0 | 1-4 | 1-0 |
| Alianza FC                                                 | 1-1 |     | 2-1 | 3-0 | 2-1 | 1-2 | 1-1 | 3-0 | 1-1 | 2-3 |
| CD Atlético Balboa                                         | 2-1 | 2-2 |     | 1-1 | 1-1 | 2-0 | 4-0 | 3-2 | 1-0 | 2-0 |
| CD Chalatenango                                            | 0-0 | 1-2 | 2-1 |     | 1-1 | 2-1 | 0-1 | 1-0 | 1-2 | 1-0 |
| Club Deportivo FAS                                         | 2-2 | 3-1 | 0-0 | 4-0 |     | 2-0 | 0-1 | 3-0 | 2-1 | 2-0 |
| CD Luis Ángel Firpo                                        | 0-1 | 3-2 | 3-0 | 1-1 | 0-0 |     | 3-1 | 1-1 | 1-0 | 0-2 |
| AD Isidro-Metapan                                          | 2-0 | 1-0 | 2-1 | 3-3 | 1-1 | 0-0 |     | 4-1 | 1-1 | 2-1 |
| Once Municipal                                             | 1-1 | 2-0 | 3-3 | 1-1 | 2-1 | 3-2 | 1-0 |     | 6-0 | 0-0 |
| San Salvador FC                                            | 2-3 | 3-4 | 2-1 | 2-2 | 1-1 | 3-1 | 1-0 | 1-1 |     | 2-4 |
| CD Vista Hermosa                                           | 2-3 | 1-0 | 2-0 | 1-2 | 2-2 | 2-0 | 3-1 | 3-0 | 1-2 |     |
| - Victoire à domicile - Match nul - Victoire à l'extérieur |     |     |     |     |     |     |     |     |     |     |

### Classement cumulatif
| Rang | Équipe                   | Pts | J  | G  | N  | P  | Bp | Bc | Diff |
| ---- | ------------------------ | --- | -- | -- | -- | -- | -- | -- | ---- |
| 1    | AD Isidro-Metapan        | 62  | 36 | 17 | 11 | 8  | 46 | 35 | +11  |
| 2    | CD Vista Hermosa (C) (P) | 57  | 36 | 18 | 3  | 15 | 55 | 48 | +7   |
| 3    | CD Águila (C)            | 55  | 36 | 14 | 13 | 9  | 48 | 39 | +9   |
| 4    | Club Deportivo FAS       | 48  | 36 | 11 | 15 | 10 | 47 | 38 | +9   |
| 5    | CD Luis Ángel Firpo      | 47  | 36 | 12 | 11 | 13 | 45 | 40 | +5   |
| 6    | Once Municipal           | 47  | 36 | 12 | 11 | 13 | 49 | 50 | -1   |
| 7    | San Salvador FC          | 47  | 36 | 12 | 11 | 13 | 50 | 58 | -8   |
| 8    | Alianza FC               | 45  | 36 | 12 | 9  | 15 | 49 | 53 | -4   |
| 9    | CD Chalatenango          | 42  | 36 | 10 | 12 | 14 | 34 | 55 | -21  |
| 10   | CD Atlético Balboa       | 37  | 36 | 9  | 10 | 17 | 52 | 61 | -9   |

| Légende : Qualifications et relégations | Légende : Qualifications et relégations                                              |
| --------------------------------------- | ------------------------------------------------------------------------------------ |
|                                         | Copa Interclubes UNCAF 2006 (en) (1er Tour)                                          |
|                                         | Qualifié pour le barrage de relégation en Segunda División                           |
|                                         | Relégué en Segunda División                                                          |
|                                         | (C) : Vainqueur d'un des deux tournois de l'année (P) : Promu de la saison 2004-2005 |

### Barrage de relégation
| Club            | Aller | Retour | Club                | Commentaire |
| CD Chalatenango | 5-0   | 1-2    | CD Municipal Limeño |             |

### La phase finale
Les quatre équipes qualifiées sont réparties dans le tableau final d'après leur classement général.
En cas d'égalité sur la somme des deux matchs ou lors de la finale, des prolongations puis une séance de tirs au but ont lieu. 

#### Tableau
|  | 1/2 finale         | 1/2 finale         | 1/2 finale         | 1/2 finale | 1/2 finale | 1/2 finale |           |     | Finale | Finale | Finale | Finale | Finale |  |
|  |                    |                    |                    |            |            |            |           |     |        |        |        |        |        |  |
|  |                    |                    |                    |            |            |            |           |     |        |        |        |        |        |  |
|  |                    |                    |                    |            |            |            |           |     |        |        |        |        |        |  |
|  | CD Águila          | CD Águila          | (1)                | 1          | 4          |            |           |     |        |        |        |        |        |  |
|  | CD Águila          | CD Águila          | (1)                | 1          | 4          |            |           |     |        |        |        |        |        |  |
|  | AD Isidro-Metapan  | AD Isidro-Metapan  | (4)                | 3          | 0          |            |           |     |        |        |        |        |        |  |
|  | AD Isidro-Metapan  | AD Isidro-Metapan  | (4)                | 3          | 0          | CD Águila  | CD Águila | (1) | 4      |        |        |        |        |  |
|  |                    |                    |                    |            |            |            | CD Águila | (1) | 4      |        |        |        |        |  |
|  |                    | Club Deportivo FAS | Club Deportivo FAS | (2)        | 2          |            |           |     |        |        |        |        |        |  |
|  | Club Deportivo FAS | Club Deportivo FAS | Club Deportivo FAS | (2)        | 2          | (2)        | 0         | 1   |        |        |        |        |        |  |
|  | Club Deportivo FAS | Club Deportivo FAS |                    |            |            | (2)        | 0         | 1   |        |        |        |        |        |  |
|  | CD Vista Hermosa   | CD Vista Hermosa   | (3)                | 0          | 0          |            |           |     |        |        |        |        |        |  |
|  | CD Vista Hermosa   | CD Vista Hermosa   | (3)                | 0          | 0          |            |           |     |        |        |        |        |        |  |

#### Demi-finales
| Club               | Aller | Retour | Club              | Commentaire |
| CD Águila          | 1-3   | 4-0    | AD Isidro-Metapan |             |
| Club Deportivo FAS | 0-0   | 1-0    | CD Vista Hermosa  |             |

#### Finale
| 28 mai 2006 | CD Águila                                                                 | 4:2   | Club Deportivo FAS                    | Stade inconnu |  |
|             | Juan Camilo Mejía 41e · Alex Erazo 68e · Alex Campos 87e · Alex Erazo 89e | (1:0) | Lucas Abraham 70e · Emerson Umaña 79e |               |  |

## Bilan du tournoi
| Tableau d'Honneur     |           |
| Compétition           | Vainqueur |
| Tournoi Clausura 2006 | CD Águila |

| Qualifications continentales 2006-2007 |           |
| Copa Interclubes UNCAF                 | Qualifiés |
| Premier tour (en)                      | CD Águila |

| Promotions et relégations                     |                     |
| relegation de Segunda División de El Salvador | CD Atlético Balboa  |
| relegation de Segunda División de El Salvador | CD Chalatenango     |
| Promu de Segunda División                     | Nacional 1906       |
| Promu de Segunda División de El Salvador      | CD Municipal Limeño |